# Achaleljá
Achaleljá är en ort i Mexiko.   Den ligger i kommunen Chilón och delstaten Chiapas, i den sydöstra delen av landet, 800 km öster om huvudstaden Mexico City. Achaleljá ligger 682 meter över havet och antalet invånare är 131.
Terrängen runt Achaleljá är huvudsakligen kuperad, men västerut är den bergig. Runt Achaleljá är det ganska tätbefolkat, med 54 invånare per kvadratkilometer. Närmaste större samhälle är Yajalón, 18,7 km väster om Achaleljá. I omgivningarna runt Achaleljá växer i huvudsak städsegrön lövskog.